# Sonet 60 (William Szekspir)

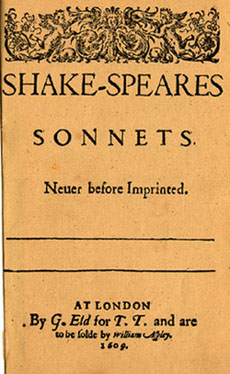
Strona tytułowa pierwszego wydania sonetów Shakespeare’a

Sonet 60 (Jak fala mknąca ku piaskom na brzegu) – jeden z cyklu sonetów autorstwa Williama Shakespeare’a. Po raz pierwszy został opublikowany w 1609 roku.

## Treść
W sonecie tym podmiot liryczny, który przez niektórych badaczy jest utożsamiany z autorem, stara się uspokoić tajemniczego młodzieńca twierdząc, że jego uroda nie przeminie dzięki obecności w sonetach.